# Samuhú
Samuhú é uma cidade da Argentina, localizada na província de Chaco.